# Jeanie with the Light Brown Hair
Liedtext

Jeanie with the Light Brown Hair

I dream of Jeanie with the light brown hair,

Borne, like a vapor, on the summer air;

I see her tripping where the bright streams play,

Happy as the daisies that dance on her way.

Many were the wild notes her merry voice would pour.

Many were the blithe birds that warbled them o’er:

Oh! I dream of Jeanie with the light brown hair,

Floating, like a vapor, on the soft summer air.

I long for Jeanie with the daydawn smile,

Radiant in gladness, warm with winning guile;

I hear her melodies, like joys gone by,

Sighing round my heart o’er the fond hopes that die:—

Sighing like the night wind and sobbing like the rain,—

Wailing for the lost one that comes not again:

Oh! I long for Jeanie, and my heart bows low,

Never more to find her where the bright waters flow.

I sigh for Jeanie, but her light form strayed

Far from the fond hearts round her native glade;

Her smiles have vanished and her sweet songs flown,

Flitting like the dreams that have cheered us and gone.

Now the nodding wild flowers may wither on the shore

While her gentle fingers will cull them no more:

Oh! I sigh for Jeanie with the light brown hair,

Floating, like a vapor, on the soft summer air.
Jeanie with the Light Brown Hair ist ein Salonlied von Stephen Foster (1826–1864). Es wurde 1854 von Firth, Pond & Co. in New York verlegt. Foster schrieb das Lied in Gedanken an seine geschiedene Frau Jane McDowell. Der Text lässt eine dauerhafte Trennung vermuten.
Jeanie ist eines der bekanntesten Gewinner des ASCAP Boykotts von 1941. Während des Boykotts konnten die meisten modernen Titel von den Hauptsendeanstalten nicht gesendet werden, da sie nicht bereit waren, der Forderung des Monopolisten ASCAP nach Verdoppelung der Lizenzgebühren nachzukommen. Stattdessen griffen die Sender auf das Material der Broadcast Music Incorporated (BMI) und Public-Domain-Musik zurück. Im Jahr 1941 erschien im Time Magazine ein Artikel zu dem Thema, in dem es hieß: „So often had BMI's Jeannie [sic] with the Light Brown Hair been played that she was widely reported to have turned grey.“ (deutsch in etwa: „Die Sender haben den BMI-Titel Jeannie [sic] with the Light Brown Hair so oft gespielt, dass sie angeblich mittlerweile ergraut sein soll.“)

## Hintergrund
Im Jahr 1850 heirateten Stephen Foster und Jane Denny McDowell, genannt „Jennie“. Die Ehe war sehr kurzlebig. Das Ehepaar war immer wieder in unterschiedliche Konflikte verstrickt, bis es sich letztendlich 1853 trennte. Vermutlich als Versuch, seine Frau zurückzugewinnen, komponierte Foster 1854 Jeanie With the Light Brown Hair. Die Eröffnungszeile jeder Strophe lässt vermuten, dass sie in Gedanken an Jane entstand, so heißt es in Strophe eins: „I dream of Jeanie“ ( Ich träum' von Jeanie), in Strophe zwei: „I long for Jeanie“ (Ich sehne mich nach Jeanie) und in der dritten Strophe: „I sigh for Jeanie“ (Ich seufze nach Jeanie).
Obwohl das Lied eines der beliebtesten Hausmusiklieder von Foster war, wurde es kein kommerzieller Erfolg.
Es war in seiner Zeit relativ unbekannt und Foster erhielt gerade mal 200 US-Dollar Tantiemen für die ersten zehntausend verkauften Exemplare.
Foster, der in der meisten Zeit seiner Karriere mit finanziellen Schwierigkeiten zu kämpfen hatte, musste die Rechte an Jeanie, wie auch an anderen Liedern (Old Folks at Home) abtreten.
Nach seinem Tod erhielt seine Ex-Ehefrau die Rechte zurück, 1879 erhielt die Tochter Marion die Rechte.

## Andere Versionen
- Der Violinist Jascha Heifetz arrangierte das Lied für Violine und das Stück wurde zu einem seiner bezeichnenden Titel.

Das Arrangement wurde von vielen unterschiedlichen Violinisten immer wieder interpretiert.
- Die Allgegenwärtigkeit des Liedes in den Radiosendungen der 1940er brachte Spike Jones dazu, die Parodie I Dream of Brownie with the Light Blue Jeans zu schreiben. In diesem Lied stellt sich schließlich heraus, dass Brownie ein Rauhaar-Terrier war. In den instrumentalen Zwischenspielen sind eine Anzahl von Zitaten aus anderen Stephen-Foster-Liedern zu hören.

- Les Brown’s 1941er Big-Band-Titel, Joltin’ Joe DiMaggio enthält das Bonnet: We dream of Joey with the light brown bat.

- Im Bugs Bunny-Kurz-Zeichentrickfilm From Hare To Heir (deutsch: Sam ärgere dich nicht) aus dem Jahr 1960, in welchem Bugs ständig versucht Yosemite Sam zu Wutausbrüchen zu provozieren, singt er: I dream of Jeanie, she’s a light brown hare... (deutsch etwa: Ich träum’ von Jeanie, sie ist ein hellbrauner Hase...). Diese Version wurde auch 1959 im Bugs Bunny-Cartoon Apes of Wrath (deutsch: Das Kuckucksei) verwendet.

- Fred Feuerstein und Barney Geröllheimer singen in der Folge The House Guests (US-Erstausstrahlung am 22. Dezember 1961) eine Version des Liedes. Die Textvariante lautet: „My bosom buddy and my lifelong pal.....lah dee dee dah.....“ (deutsch etwa: „Mein Busenfreund und mein Kumpel fürs Leben...“). Sie versuchen damit ihren Frauen Wilma und Betty zu beweisen, dass sie miteinander auskommen können, ohne sich dauernd in die Haare zu geraten, weil die beiden Familien wegen eines Wasserschadens im Haus der Geröllheimer eine Woche gemeinsam bei den Feuersteins wohnen müssen.

- Mary Tyler Moore singt in der Episode 4 (Pink Pills and Purple Parents)[4] der vierten Staffel der The Dick Van Dyke Show[5] aus dem Jahr 1964 in der Rolle der Laura Petrie,[6] die unter dem Einfluss von Tranquilizern und Wein steht, die Melodie des Liedes mit dem Text: I dream of Laura with the light brown hair, floating like a zeppelin on the summer air (deutsch in etwa: Ich träume von Laura und ihrem dunkelblonden Haar, das wie ein Zeppelin im Sommerwind schwebt).

- In der Alvin Show singt David Seville während einer Bootsfahrt mit einer von ihm umschwärmten jungen Frau das Lied, sehr zum Ärger von Alvin und den Chipmunks. Sie reagieren mit einer abfälligen und respektlosen Textvariation We dream of Jeanie with the green-purple hair/She looks so funny, people stop and stare... (deutsch in etwa: Wir träumen von Jeanie mit dem grün-roten Haar, Sie sieht so lustig aus, dass die Leute stehen bleiben und starren...), mit der sie die junge Frau beleidigen und David selbst reizen.

- In John Cassavetes’ Spielfilm Gesichter von 1968 dreht sich eine wichtige Szene um das Singen des Liedes.

- Die erste Zeile bildete die Grundlage für den Namen der Fernsehserie Bezaubernde Jeannie (Original: I Dream of Jeannie)

- Der komplette Titel Jeanie with the Light Brown Hair wurde als Spitzname der Rolle der Jeanie in der Fernsehserie Studio 60 on the Sunset Strip, besonders mehrmals in der Episode The Cold Open, benutzt.

- In der US-Erstausstrahlung der Episode The Singing Mountie der US-amerikanischen Militärsatire F Troop am 8. September 1966, singt Paul Lynde in seiner Rolle I Dream of Wrangler with the light yellow hair zu Wrangler Jane Angelica Thrift.

- Joan Baez nahm das Lied zusammen mit Danny Boy für das Medley I Dream of Jeanie / Danny Boy, dem Schlusstitel ihres 1975er Albums Diamonds & Rust auf.

- Stina Nordenstam beginnt ihr Coveralbum People are strange (1998) mit einer Interpretation des Songs.

- In der Episode Bastogne der US-Miniserie Band of Brothers – Wir waren wie Brüder (2010) werden einige Zeilen des Liedes lautstark A cappella von  Technician Fifth Grade Joseph Liebgott (Ross McCall), Sergeant James H. „Mo“ Alley und einem unbekannten Soldaten gesungen, kurz bevor sie von der Artillerie der Deutschen eingedeckt werden.